# Stefan Schwarz
Hans-Jürgen Stefan Schwarz (Malmö, 1969. április 18. –) német származású, svéd válogatott labdarúgó.
A svéd válogatott tagjaként részt vett az 1990-es és 1994-es világ-, illetve az 1992-es Európa-bajnokságon.

## Sikerei, díjai
Malmö FF
- Svéd bajnok (2): 1988, 1989
- Svéd kupagyőztes (1): 1989

Benfica
- Portugál bajnok (2): 1990–91, 1993–94
- Portugál kupagyőztes (1): 1992–93

Arsenal
- KEK döntős (1): 1994–95

Valencia
- Intertotó-kupa győztes (1): 1998
- Spanyol kupagyőztes (1): 1998–99
- Spanyol szuperkupagyőztes (1): 1999

Fiorentina
- Olasz kupagyőztes (1): 1995–96
- Olasz szuperkupagyőztes (1): 1996

Svédország
- Világbajnoki bronzérmes (1): 1994
- Európa-bajnoki harmadik helyezett (1): 1992